# 弗米利恩鎮區 (明尼蘇達州達科他縣)
弗米利恩鎮區（英語：Vermillion Township）是位於美國明尼蘇達州達科他縣的一個行政鎮區。

## 地方資料
弗米利恩鎮區的面積為88.62平方千米，當中陸地面積為88.31平方千米，而水域面積為0.31平方千米。根據2020年美國人口普查的數據，當地共有人口1290人，而人口密度為每平方千米14.56人。